# Jackson Ausse
 (août 2021).
 Jackson Ausse Afingoto  (né à Lolwa le 19 février 1992) est un homme politique de la République démocratique du Congo et député national, élu de la circonscription de l'Irumu dans la province de l'Ituri,,,.

## Biographie
Jackson Ausse Afingoto, né à Lolwa le 19 février 1992, est élu député national dans la circonscription électorale de l'Irumu dans la province de l'Ituri au compte du parti politique Mouvement social pour le renouveau (MSR) membre du groupement politique AAD. Il a occupé le poste de premier secrétaire du bureau provisoire de l'assemblée nationale.
À la suite des mouvements de grève des médecins et la gestion de la pandémie, le député national Jackson Ausse dépose une interpellation au ministre de la santé publique le 22 juillet 2021 auprès du bureau Mboso à l'assemblée nationale.